# N54 (België)
De N54 is een expresweg in België tussen Charleroi (R3/N90) en de Franse grens bij Jeumont. De weg bestaat uit twee delen. Een gedeelte van ongeveer vijf kilometer tussen Charleroi en Anderlues; en een gedeelte van een kleine tweetal kilometer tussen Erquelinnes en de Franse grens. Dit laatste gedeelte staat ook bekend als N54a. Echter staan op de borden N54 aangegeven.
De gehele weg bestaat uit 2x2 rijstroken.
Er zijn plannen geweest om het ontbrekende deel ook aan te leggen. Bij Anderlues is dit voor een deel zichtbaar.

## Plaatsen langs N54
- Charleroi
- Anderlues
- Erquelinnes